# 久宝寺 (大田区)
久宝寺（きゅうほうじ）は、東京都大田区にある浄土真宗本願寺派の寺院。

## 概要
江戸時代初期、定意によって開山された。定意は元豊臣家家臣で、主君の仇を取るべく江戸に潜入したが、逆に追われる身となり、浜町御坊（後の築地本願寺）に逃げ込んだ。そこで世の無常を悟り、出家して築地本願寺内に当寺を創建することになった。その後昭和初期までは、築地本願寺とともに歴史を歩んだ。
1923年（大正12年）の関東大震災で焼失し、1928年（昭和3年）に築地本願寺から分かれて現在地に移転した。
墓地には、画家の滝和亭の墓がある。

## 交通アクセス
- 大鳥居駅より徒歩12分（経路案内）。